# Highland (Utah)
Highland é uma cidade localizada no estado norte-americano de Utah, no Condado de Utah.

## Demografia
Segundo o censo norte-americano de 2000, a sua população era de 8172 habitantes.
Em 2006, foi estimada uma população de 13.889, um aumento de 5717 (70.0%).

## Geografia
De acordo com o United States Census Bureau tem uma área de
18,0 km², dos quais 18,0 km² cobertos por terra e 0,0 km² cobertos por água.

## Localidades na vizinhança
O diagrama seguinte representa as localidades num raio de 8 km ao redor de Highland.